# Pierre Chanut
Pierre Hector Chanut (* 22. Februar 1601 in Riom, Département Puy-de-Dôme; † 3. Juli 1662 in Livry-sur-Seine, Département Seine-et-Marne) war ein französischer Diplomat und Staatsrat.

## Leben
Pierre Chanut heiratete 1626 Marguerite Clerselier eine Schwester von Claude Clerselier. Sie hatten acht Kinder.
Jules Mazarin entsandte ihn nach Stockholm, wo er von 1646 bis 1649 Botschafter von Ludwig XIV. bei Königin Christina von Schweden war.
Vom 15. Mai bis 24. Oktober 1648 gehörte Pierre Chanut zur französischen Delegation in Osnabrück zur Verhandlung des Westfälischen Friedens. Durch seinen Schwager Claude Clerselier lernte er René Descartes kennen. Pierre Chanut vermittelte Descartes eine Einladung von Königin Christina auf Burg Tre Kronor, wo dieser sich eine Lungenentzündung zuzog und im Haus von Chanut in Mälaren am 11. Februar 1650 verstarb.
Infolge seiner Berichte über Christina gastierten auf Burg Tre Kronor 1652 Pierre Bourdelot und Gabriel Naudé. Von 1651 bis 1652 hatte Chanut in Lübeck ein Mandat zur Schlichtung des Konfliktes zwischen Schweden und Polen-Litauen, der im zweiten nordischen Krieg militärische ausgetragen wurde. Von 1653 bis 1655 war er Gesandter bei den Generalstaaten in der Republik der Sieben Vereinigten Provinzen.
Pierre Chanut betreute Christina von Schweden in Fontainebleau, als am 10. November 1657 ihr Diplomat Giovanni Monaldeschi im Kettenhemd gejagt und erstochen wurde. Die Monarchin erklärte, dass es sich dabei nicht um einen Mord ihres Diplomaten Ludovico Santinelli di Pesaro handelte, sondern dass sie von ihrem Recht über ihr Gefolge zu richten Gebrauch gemacht hätte.
1676 wurde die von Pierre Hector Chanut verfassten Memoiren veröffentlicht.